# Masayuki Suo
Masayuki Suo (周防正行, Suo Masayuki), né le 29 octobre 1956 à Tokyo, est un réalisateur et scénariste japonais.

## Biographie
Masayuki Suo fait ses études à l'université Rikkyō.
Il est marié à l'actrice Tamiyo Kusakari depuis 1996.

## Filmographie sélective

### Comme réalisateur
- 1984 : Une famille dévoyée (ja) (変態家族 兄貴の嫁さん, Hentai kazoku: Aniki no yome-san?)[1]
- 1989 : Fancy Dance (ja) (ファンシィダンス, Fanshī dansu?)[2]
- 1992 : Shiko funjatta (シコふんじゃった?)
- 1996 : Shall We Dance? (Shall we ダンス?, Shall we dansu??)
- 2007 : Soredemo boku wa yattenai (それでもボクはやってない?)
- 2010 : Dancing Chaplin (ja) (ダンシング・チャップリン, Dansingu Chappurin?) (documentaire)
- 2012 : Tsui no shintaku (終の信託?)
- 2014 : Maiko wa redi (ja) (舞妓はレディ?)
- 2019 : Talking the Pictures (ja) (カツベン！, Katsuben!?)[3],[4]

## Distinctions
Sauf indication contraire, les informations mentionnées dans cette section peuvent être confirmées par la base de données cinématographiques IMDb,  présente dans la section « Liens externes ».

### Récompenses
- 1991 : prix du nouveau réalisateur de la Directors Guild of Japan pour Sumo Do, Sumo Don't[5]
- 1992 : Hōchi Film Award du meilleur film pour Sumo Do, Sumo Don't[6]
- 1993 : prix du meilleur film, du meilleur réalisateur et du meilleur scénario pour Sumo Do, Sumo Don't aux Japan Academy Prize[7]
- 1993 : prix Kinema Junpō du meilleur film, du meilleur réalisateur et du meilleur réalisateur sélectionné par les lecteurs pour Sumo Do, Sumo Don't[8]
- 1993 : prix Blue Ribbon du meilleur film et du meilleur réalisateur pour Sumo Do, Sumo Don't[9]
- 1993 : prix Mainichi du meilleur film pour Sumo Do, Sumo Don't[10]
- 1993 : prix du meilleur réalisateur et du meilleur scénariste au festival du film de Yokohama pour Sumo Do, Sumo Don't
- 1996 : Hōchi Film Award du meilleur film pour Shall We Dance?[6]
- 1997 : prix du meilleur film, du meilleur réalisateur et du meilleur scénario pour Shall We Dance? aux Japan Academy Prize[11]
- 1997 : prix Kinema Junpō du meilleur film, du meilleur scénario et du meilleur réalisateur sélectionné par les lecteurs pour Shall We Dance?[12]
- 1997 : Roxanne T. Mueller Award du meilleur film au festival international du film de Cleveland pour Shall We Dance?[13]
- 1997 : prix Mainichi du meilleur film, du meilleur réalisateur et du meilleur scénario pour Shall We Dance?[14]
- 1997 : Prix du meilleur réalisateur au festival du film de Yokohama pour Shall We Dance?
- 2007 : Hōchi Film Award du meilleur film pour Soredemo boku wa yattenai[6]
- 2007 : Nikkan Sports Film Award du meilleur réalisateur pour Soredemo boku wa yattenai
- 2008 : prix Kinema Junpō du meilleur film, du meilleur réalisateur, du meilleur scénario et du meilleur réalisateur sélectionné par les lecteurs pour Soredemo boku wa yattenai[15]
- 2008 : prix Blue Ribbon du meilleur réalisateur pour Soredemo boku wa yattenai[16]
- 2008 : prix Mainichi du meilleur film et du meilleur réalisateur pour Soredemo boku wa yattenai[17]
- 2008 : prix du meilleur réalisateur au festival du film de Yokohama pour Soredemo boku wa yattenai
- 2012 : Nikkan Sports Film Award du meilleur film pour A Terminal Trust[18]
- 2013 : prix Mainichi du meilleur film pour A Terminal Trust[19]
- 2013 : prix Kinema Junpō du meilleur réalisateur pour A Terminal Trust[20]

### Nominations
- 1997 : LAFCA Award du meilleur film étranger pour Shall We Dance?
- 2008 : prix du meilleur film, du meilleur réalisateur et du meilleur scénario pour Soredemo boku wa yattenai aux Japan Academy Prize[21]
- 2008 : Asian Film Awards du meilleur réalisateur et du meilleur scénario pour Soredemo boku wa yattenai
- 2011 : prix du meilleur film documentaire pour Dancing Chaplin au festival international du film de Santa Barbara
- 2014 : Coupe d'or du meilleur film pour Lady Maiko au festival international du film de Shanghai
- 2020 : prix du meilleur réalisateur pour Talking the Pictures aux Japan Academy Prize[22]